# Федотово (авіабаза)
Федотово (також Кипєлово)  — військова авіабаза, розташована поблизу міста Федотово в Вологодській області. Є одною з двох (інша Каменний Ручєй) баз російських протичовнових літаків Ту-142. 
Тут базується 73-а окрема протичовнова авіаційна ескадрилья 45-ї армії ВПС і ППО на озброєнні якої знаходяться літаки Ту-142М, Ту-142М3, а також літаки-ретранслятори Ту-142МР, які використовуються для зв'язку з підводними човнами.

## Історія
Раніше на авіабазі базувались:
- 392-й окремий дальньо-розвідувальний авіаційний полк (392-й ОДРАП). Полк був створений 1 вересня 1963 року у Сєвєроморську, 1965 року перелетів у Федотово. В 1989 передислокований на авіабазу Веретьє, і розформований там у 1993 році. Полк був озброєний літаками дальньої розвідки та цілевказівки Ту-95РЦ;
- 24-й окремий протичовновий авіаційний полк дальньої дії (в/ч 53126). Полк було створено у грудні 1967 року. У 1971 передислокований на аеродром Сєвєроморськ-1. Переформований у 1993 році, у складі ескадрильї включено до 403-го ОПЛАП. Полк був озброєний літаками Іл-38;
- 76-й окремий протичовновий авіаційний полк дальньої дії (в/ч 39163). Полк було створено 25 серпня 1969 року. З 1983 по 1997 полк перебував у складі 35-ї протичовнової дивізії. У 2001 році реорганізовано в 73-у окрему протичовнову авіаційну ескадрилью;
- 135-й протичовновий авіаполк дальньої дії (в/ч 45728). Сформований у 1969 році, перебував у складі 35-ї протичовнової дивізії з 1983 по 1994 рік. Розформований разом з управлінням дивізії;
- 35-а протичовнова авіаційна дивізія дальньої дії, що складалась зі 135-го та 76-го полків, транспортний загін забезпечення (Ан-26). Дивізія створена 1983 року, розформована 1994 року. 35-та була єдиною протичовновою дивізією у складі авіації ВМФ СРСР та Росії.
- 2-га гвардійська авіаційна група [3]

### 73-а окрема протичовнова авіаційна ескадрилья
З прийняттям на озброєння протичовнової авіації ВМФ авіаційного комплексу Ту-142 наказом Командувача авіацією Північного Флоту в 1969 було сформовано 76-й окремий протичовновий авіаційний полк далекої дії (ОПЛАП ДД). Полк дислокувався на аеродромі Кіпелово з підпорядкуванням авіації Північного Флоту і був першим, який отримав на озброєння літаки цього типу.
У червні 1981 76-й ОПЛАП ДД був перейменований на 76-й окремий протичовновий авіаційний полк ВПС Північного Флоту.
У 2001 директивою Головного штабу ВМФ РФ 76-й окремий протичовновий авіаційний полк дальньої дії було переформовано в 73-у «окрему червонопрапорну ордена Леніна протичовнову авіаційну ескадрилью» військово-повітряних сил Північного Флоту.